# Leominster and Kington Railway
Die Leominster and Kington Railway war eine britische Eisenbahngesellschaft in Herefordshire in England.
Die Gesellschaft wurde am 10. Juli 1854 auf Initiative von William Bateman-Hanbury, 2. Baron Bateman gegründet. Er war dann 22 Jahre lang Vorstandsvorsitzender. Die 21 Kilometer lange Bahnstrecke in der Breitspur von 2140 mm zwischen Leominster und Kington wurde am 28. Juli 1857 eröffnet. Der Personenverkehr wurde am 20. August 1857 aufgenommen. Der Bau und der Betrieb erfolgte durch den Eisenbahnunternehmer Thomas Brassey und kostete 80.000 Pfund. Nach Ablauf der Betriebslizenz von Brassey übernahmen am 1. Juli 1862 die West Midlands Railway und die Great Western Railway die Gesellschaft und betrieben sie bis zur Fusion der beiden Gesellschaften gemeinsam. Am 31. Juli 1871 erhielt die Gesellschaft die Konzession zum Bau einer Zweigstrecke von Titley nach Presteign. Die Strecke wurde am 10. September 1875 eröffnet. Ab dem 23. Juli 1877 erfolgte der Betrieb ausschließlich durch die Great Western Railway, in die die Leominster and Kington Railway am 2. August 1898 aufging.
Wichtigste Transportgüter waren Schafe und Kühe, die zu den örtlichen Märkten transportiert wurden. 